# 9299 Vinceteri
A 9299 Vinceteri (ideiglenes jelöléssel 1985 JG2) a Naprendszer kisbolygóövében található aszteroida. Carolyn Shoemaker és Eugene Merle Shoemaker fedezte fel 1985. május 13-án.